# Big Brother Jermaine: The Jermaine Jackson Collection
Big Brother Jermaine: Jermaine Jackson Collection – kompilacyjny album z piosenkami Jermaine’a Jacksona z okresu kariery w Motown. Płyta została wydana w 2007 roku przez Tamla-Motown z okazji uczestnictwa piosenkarza w reality show Celebrity Big Brother i zawierała utwory z lat 1972–1982. Obecna na trackliście piosenka Let's Get Serious jest wersją skróconą. 

## Lista utworów
1. „Let's Get Serious” (3:29)
2. „That's How Love Goes” (3:24)
3. „I'm in a Different World” (3:03)
4. „If You Don't Love Me” (2:44)
5. „The Bigger You Love the Harder You Fall” (3:13)
6. „Let's Be Young Tonight” (4:54)
7. „Strong Love” (3:14)
8. „Git Up & Dance” (3:15)
9. „Got To Get To You Girl” (3:25)
10. „Je Vous Aime Beaucomp (I Love You)” (4:00)
11. „You Gave Me Something To Believe In” (2:28)
12. „Isn't She Lovely” (3:32)
13. „Burnin' Hot” (7:50)
14. „All Because of You” (4:43)
15. „Can I Change My Mind” (3:30)
16. „I'm Just Too Shy” (3:45)
17. „Signed, Sealed, Delivered, I'm Yours” (3:43)
18. „I Can't Take No More” (3:18)
19. „I'm My Brothers Keeper” (4:26)
20. „Let Me Tickle Your Fancy” (3:51)